# Kia Cerato
Kia Cerato je automobil nižší střední třídy vyráběný jihokorejskou automobilkou Kia Motors. Začal se vyrábět v roce 2004 a výroba první generace skončila v roce 2006.